# Triceps brachii
Triceps brachii (fra musculus triceps brachii, også kaldet den trehovede armstrækker) er den store muskel der sidder bag på overarmen og går fra skulderen til den nederste del af overarmen. Triceps hovedfunktion er at strække armen ud.